# Jerzy Badura

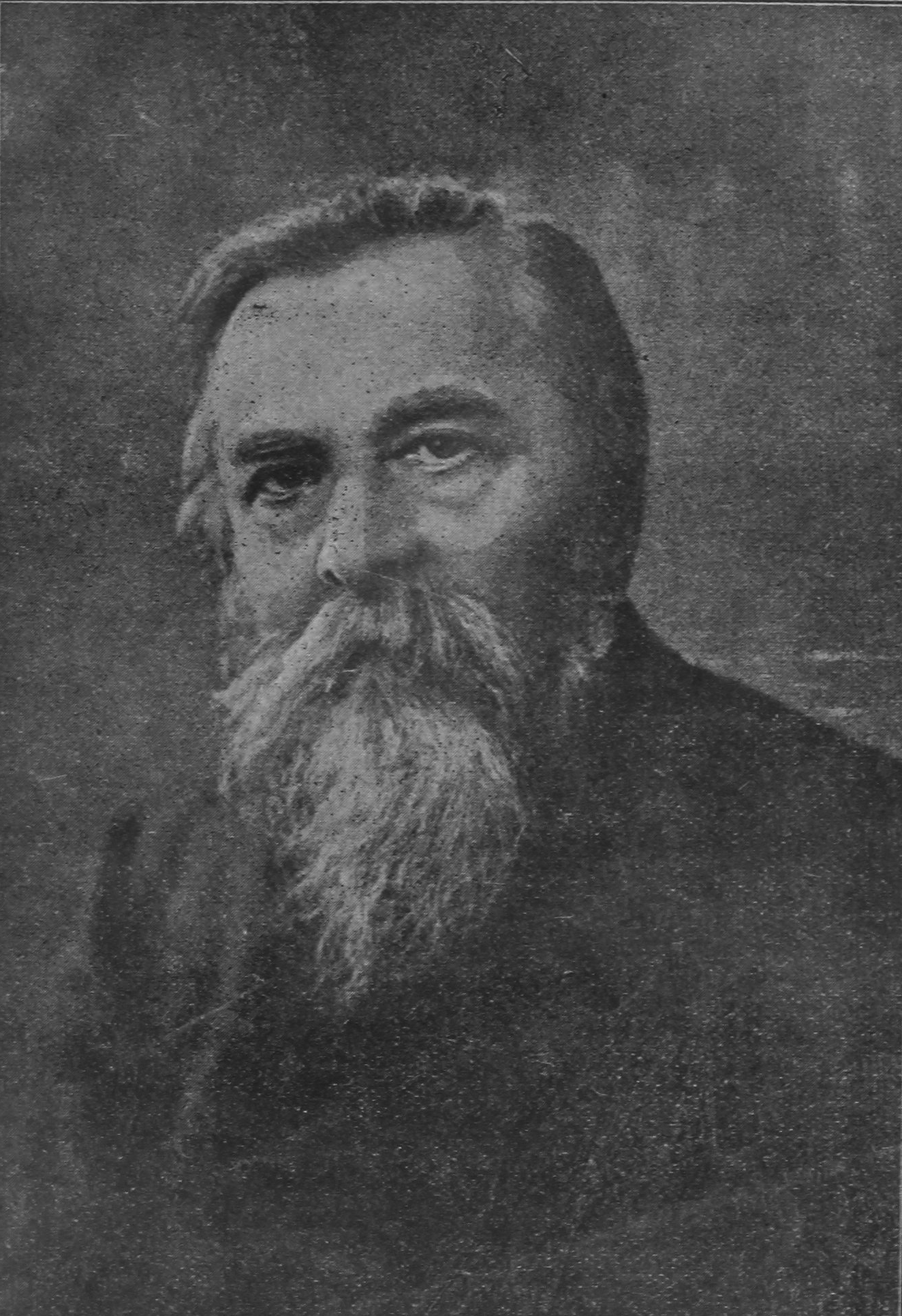
Jerzy Badura

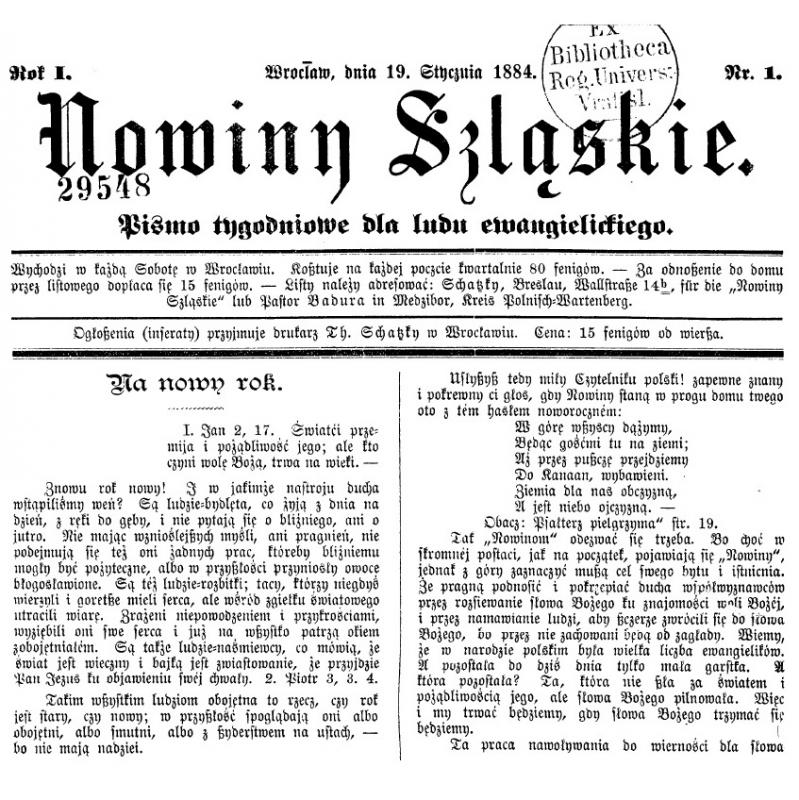
Zeitung Nowiny Szląskie, 1884

Jerzy Badura (* 4. April 1845 in Drogomyśl, Österreichisch-Schlesien; † 2. Oktober 1911 in Międzybórz/Neumittelwalde, Niederschlesien) war ein polnischer evangelischer Pastor, Schriftsteller und Nationalaktivist.

## Leben
Jerzy Badura wurde in einer wasserpolnischen Familie im Teschener Schlesien geboren. Im evangelischen Gymnasium in Cieszyn (Teschen) wurde er 1863 zum Vorstand des polnischen Studentenverbands „Wzajemność“ (Gegenseitigkeit). Danach studierte er evangelische Theologie in Wien, wo er den Studentenverein „Ognisko“ (Lagerfeuer) gründete. Später folgte das Studium in Leipzig. 1868–1870 war er Vikar in Tressdorf in Kärnten, 1870–1872 Pastor und Lehrer in Krakau, bis 1876 leitete er die Pfarrei im oberschlesischen Mysłowice (Myslowitz). 1875 kandidierte er zum Nachfolger von Leopold Otto als Pastor von Teschen, aber verlor gegen Theodor Karl Haase (ein Wendepunkt der Entwicklung der polnischen Nationalbewegung unter polnischsprachigen Lutheraner des Teschener Schlesiens).
1876–1878 war er Diakon in der sprachlich gemischten Gemeinde in Syców (Polnisch/Groß Warthenberg) am nordöstlichen Rande Niederschlesiens. 1879–1883 wurde er zum Pastor in der benachbarten, aber großpolnischen Pfarrgemeinde Laski bei Kępno, wo er 1879 die Pfarrkirche baute. 1883 wurde er zum Priester der um 10.000 polnischsprachigen Lutheraner in 33 Dörfern bei Międzybórz/Neumittelwalde, wo er bis zum Tod lebte. Darin lebte er mit seiner Familie mit acht Kindern (drei starben in der Kindheit). In Międzybórz schrieb er polnischsprachige Bücher über Religion. 1884–1886 gab er in Breslau die evangelische Zeitung „Nowiny Szląskie“ (Schlesische Nachrichten) heraus, um die polnische Sprache und Kultur unter schlesischen Lutheranern zu pflegen. Aus Schlesien arbeitete er auch mit polnisch-evangelischen Zeitungen in den Masuren.